# Minister za delo Italijanske republike
Minister za delo in socialo Italijanske republike (italijansko Ministro del Lavoro e delle Politiche Sociali) je odgovoren za ministrstvo, ki se ukvarja s problemi dela in zaposlitve ter socialne zaščite posameznikov in družin. Njegove glavne pristojnosti so sledeče:
- določitev višine državne odgovornosti pri socialnih problemih državljanov; opredelitev funkcij struktur. ki se s temi problemi bavijo;
- določitev standardov socialnega skrbstva; določitev kategorij upravičencev;
- usposabljanje uslužbencev v socialnem skrbstvu; tehnična pomoč lokalnim strukturam;
- nadzor nad upravo in financami struktur, ki se bavijo s socialnim skrbstvom in obveznim zdravstvenim zavarovanjem;
- zaščita nižjih slojev prebivalstva pri dodeljevanju državnih stanovanj;
- določitev pogojev zaposlovanja; nadzor nad izvajanjem teh določil;
- skrb za povečanje zaposlitve; skrb za poklicno usposabljanje;
- nadzor nad pritokom delovne sile iz držav izven Evropske Unije;
- nadzor nad varnostjo pri strojih in avtomatskih napravah (razen sanitarnih naprav in prevoznih sredstev);
- direktni nadzor in izvajanje varnostnih inšpekcij nad vsemi vrstami odvisnega dela; nadzor nad varnostjo pri delu za italijanske državljane izven Italije;
- nadzor nad finančno upravo državnih in privatnih skladov za izplačevanje pokojnin;
- sodelovanje z mednarodnimi telesi iste vrste, predvsem v evropskem okviru.

Sedež ministrstva za delo Italijanske republike je v Rimu. Trenutni (2013) minister je Enrico Giovannini,